# Ангстрем (мебельный холдинг)
Группа компаний «Ангстрем» — российская компания. Штаб-квартира компании расположена в Воронеже. Производство мебели в индустриальном парке «Масловский» на площади 24 тыс. м²

## История
Компания Ангстрем была основана в Воронеже в 1991 году. За 25 лет прошла путь от небольшого цеха до одного из крупнейших производителей и операторов мебельного рынка России.
Вехи:
- 1991 — создано ИП «Ангстрем», производящее детский тренажер «Прыгунки»
- 1992 — начало производства мебели[4]
- 1993 — открыт первый собственный цех по производству мебели
- 1994 — заключён первый контракт на поставку итальянского оборудования, затем немецкого — концерна HOMAG
- 1995 — начало оптовых поставок мебели в регионы РФ и СНГ
- 1998 — в Воронеже открыт первый фирменный магазин-салон «Ангстрем»
- 1999 — заключён контракт на поставку мебели шведскому концерну «ИКЕА»[5]
- 2000 — начало диверсификации бизнеса, приобретено ОАО «Промтекстиль», создано предприятие по переработке вторсырья
- 2001 — открыто представительство в Москве
- 2002 — начало развития с/х бизнеса, приобретены колхозы «Звезда», «Дон», «Хохольское»
- 2004 — производство и система менеджмента качества сертифицированно по стандарту ИСО 9001-2001[6].
- 2005 — создание региональной розничной сети, открыты представительства в Новосибирске, Санкт-Петербурге и Казахстане; построен животноводческий комплекс ЗАО «Дон»
- 2006 — создана фабрика мягкой мебели «Дивальди»[4]
- 2007 — введена в эксплуатацию 2-я фабрика по производству корпусной мебели
- 2009 — в состав холдинга входит фабрика «Диана» (мебель для кухни и ванных)[5]; национальная премия «Компания года» в номинации «За вклад в развитие отрасли»; мебельный холдинг «Ангстрем» входит в пятёрку лидеров отрасли[4]
- 2010 — региональная розничная сеть «Ангстрем» является второй по величине в РФ, создан некоммерческий образовательный проект Школа эффективных коммуникаций «Репное»[7] . ; 9 место в рейтинге РБК узнаваемости торговых марок.

## Состав группы компаний Ангстрем
- производственная компания «Ангстрем» (2 фабрики) — серийное производство корпусной мебели
- фабрика «Дивальди» — серийное производство мягкой мебели и матрасов
- фабрика «Диана» — производство мебели для кухни и ванных комнат, корпусной мебели по индивидуальным заказам
- торговый дом «Ангстрем» — оптовые поставки мебели и корпоративные заказы
- «А-стиль» — мебельная торговая сеть (120 магазин по всей территории РФ и на Украине)
- ЗАО «Дон» — животноводческо-растениеводческий комплекс

На сегодняшний день ГК «Ангстрем» входит в пятёрку лидеров производителей мебели в России . Торговая марка «Ангстрем» занимает 9 место в России в рейтинге узнаваемости российских мебельных марок (по данным РБК, 2010 г.). К 2014-му группа планирует довести свой годовой оборот до 10 млрд руб.
 .

## Деятельность

### Годовой оборот ГК «Ангстрем»
2009 год — 2 млрд.руб.,

2010 год — 2,5 млрд.руб.,

2011 год — 3,4 млрд.руб. ,

2012 год — 4,6 млрд.руб. (+50 % к 2011 г.)

### Численность работников ГК «Ангстрем»
2009 год — 1500 чел.,

2010 год — 1700 чел.,

1 кв. 2011 — 1750 чел.

### Основная продукция
Серийная корпусная и мягкая мебель.

### Рынки сбыта продукции
Российская Федерация, Казахстан, Украина — 191 фирменный магазин, 87 оптовых клиента, контрактные поставки концерну ИКЕА.